# Das Missgeschick

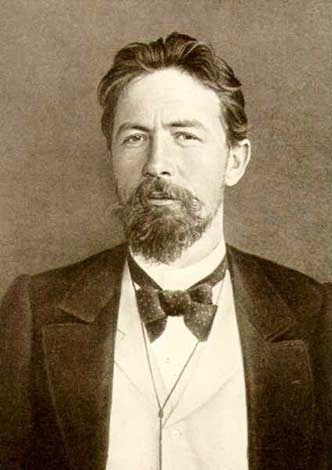
Anton Tschechow

Das Missgeschick (russisch Беда, Beda) ist eine Kurzgeschichte des russischen Schriftstellers Anton Tschechow, die am 1. Dezember 1886 in der Peterburgskaja gaseta erschien.
Fünf Tage ist der Angestellte Nikolai Maximytsch Putochin weder zum Dienst erschienen, noch hat er sich daheim bei seiner lieben Ehefrau Mascha blicken lassen. Nun – wieder bei Besinnung – stört ihn nicht so sehr die Standpauke des Chefs mit anschließender fristloser Entlassung, sondern der anstehende Kniefall vor Mascha. Was soll Nikolai, der alles vertrunken hat, vorbringen?
Mit seinem ehemaligen Kollegen Fjodor Jelissejitsch hechelt er den Problemfall Mascha in der Schenke durch. Eigentlich sieht Fjodor kein größeres Problem. Mascha wird schimpfen und auch wieder aufhören. Nikolai weiß Bescheid. Ein Mann kann seine Frau verprügeln, sie mit einer anderen betrügen und er kann altern. Alles das verzeiht sie ihm. Doch die Armut verzeiht sie ihm nicht. Insbesondere Mascha wird Nikolai tagelang mit Verachtung, also mit Schweigen, strafen, wird sodann sticheln und schließlich jammern. Fjodor sinnt und rät dem Freunde zum Kniefall. Nein, bei Mascha wird dieser nicht ankommen. Die tugendhafte Frau kann einem Sünder schwerlich vergeben.
Daheim fehlt Nikolai die Kraft zur klärenden Rede. So kommuniziert er mit Mascha zunächst über einen mit Bleistift bekritzelten Zeitungsrand. Dem Sünder wird schriftlich verziehen. Er wird von seiner Frau sogar zu Bett gebracht.
Nach einer Woche Suchens findet Nikolai eine neue Stellung.

## Verwendete Ausgabe
- Das Mißgeschick. S. 296–301 in Gerhard Dick (Hrsg.) und Wolf Düwel (Hrsg.): Anton Tschechow: Das schwedische Zündholz. Kurzgeschichten und frühe Erzählungen. Deutsch von Gerhard Dick. 668 Seiten. Rütten & Loening, Berlin 1965 (1. Aufl.)